# María Rojo
Pour les articles homonymes, voir Rojo.
María Rojo (de son nom complet María de Lourdes Rojo e Incháustegui), née le 15 août 1943  à Mexico, est une actrice et une personnalité politique mexicaine.

## Biographie
María Rojo est née le 15 août 1943 dans la ville de Mexico. Elle est la fille de Roberto Rojo, ingénieur agronome et d'Águeda Incháustegui, maîtresse d'école. Elle se souvient avoir été nerveuse et d'avoir souffert de dyslexie dans son enfance, ce qui lui a causé des troubles de la personnalité et un sentiment d'insécurité. Mais elle a surmonté cet état par ses dispositions artistiques. À l'âge de huit ans elle commence sa carrière artistique lorsqu'elle est sélectionnée lors d'une audition pour participer à l'émission Teatro Fantástico où elle interprète la fille Ciquirritica avec Enrique Alonso. En 1955, à douze ans elle joue pour la première fois au théâtre dans la pièce Mala semilla. La même année, elle prend part à la pièce Examen de muertos. 
À treize ans, María Rojo commence sa carrière cinématographique dans le film Besos prohibidos en 1956. La première telenovela est El profesor Valdez en 1962 aux côtés de Francisco Jambrina et de Enrique Lizalde. Puis elle suit des études d'arts dramatiques à l'université de Vera Cruz.
María Rojo a une carrière exceptionnelle au cinéma. Elle tient la vedette aussi dans de nombreuses telenovelas et productions théâtrales à succès. Elle tient son premier rôle principal en 1975 dans le film El Apando. À partir de ce moment-là, elle apparaît dans plus de 70 productions et devient une des actrices les plus connues du cinéma mexicain. Elle réalise ses performances les plus célèbres dans les films Rojo amanecer  (aux côtés d'Héctor Bonilla et de Demián Bichir), Danzón, La tarea, El callejón de los milagros, Salón México, Confidencias, De noche vienes Esmeralda, Crónica de un desayuno et El Infierno.
Maria Rojo participe aussi à des telenovelas à succès comme Cuando llega el amor en 1990, La antorcha encendida en 1996 où elle joue le rôle de Josefa Ortiz de Dominguez, Te Sigo Amando en 1996, Alborada en 2005-2006, Mañana es para siempre en 2008-2009, et aussi Corazón salvaje en 2009-2010.  
María Rojo participe aussi à des séries télévisées mexicaines telles que :  Mujeres Asesinas en 2008 et Gritos de Muerte y Libertad en 2010, ainsi qu'à de nombreuses pièces de théâtre.
En 2014, elle joue dans la telenovela produite par Nicandro Díaz, Hasta el fin del mundo.

## Filmographie

### Films
- 1956 : Besos prohibidos
- 1969 : Los recuerdos del porvenir
- 1973 : Le Château de la pureté
- 1973 : Los cachorros
- 1974 : Lo mejor de Teresa : Carmen
- 1975 : El apando : Meche
- 1976 : Las Poquianchis : Lupe
- 1977 : Idilio
- 1978 : Nuevo mundo
- 1978 : Naufragio : Leticia
- 1979 : María de mi corazón : María Torres López
- 1979 : La hermana enemiga
- 1981 : Complot Petróleo: La cabeza de la hidra
- 1982 : La víspera
- 1982 : Confidencias : Anastasia
- 1983 : Las apariencias engañan
- 1983 : Bajo la metralla : María
- 1984 : Desde el cristal con que se mire
- 1984 : El corazón de la noche : Interprète
- 1985 : Viaje al paraíso : Quela
- 1986 : Me llaman la Chata Aguayo
- 1986 : Las inocentes
- 1986 : Astucia
- 1986 : Robachicos
- 1987 : Los confines
- 1987 : Zapata en Chinameca
- 1987 : Greene, los caminos del poder y la gloria
- 1987 : Lo que importa es vivir : Chabela
- 1988 : El otro crimen
- 1988 : Break of Dawn : Maria
- 1988 : Día de muertos
- 1989 : Rojo amanecer : Alicia
- 1989 : Coraçao vagabundo
- 1989 : Intimidades de un cuarto de baño : Esperanza
- 1990 : Morir en el golfo : Conchita
- 1990 : La sombra del ciprés es alargada
- 1991 : Vai Trabalhar, Vagabundo II
- 1991 : Infamia
- 1991 : La leyenda de una máscara
- 1991 : El extensionista : Güera
- 1991 : Triste recuerdo : Esperanza Gómez
- 1991 : Danzón : Julia Solórzano
- 1991 : La tarea : Virginia, María
- 1992 : El chupes
- 1992 : La casa de los cuchillos
- 1992 : Al caer la noche
- 1992 : Tequila
- 1992 : La tarea prohibida
- 1993 : Las mil y una aventuras del metro
- 1993 : Móvil pasional
- 1993 : Otoñal
- 1994 : Encuentro inesperado
- 1994 : La señorita
- 1994 : Amor que mata
- 1995 : El callejón de los milagros : Doña Cata
- 1996 : La mudanza
- 1996 : De muerte natural
- 1996 : Salón México : Mercedes
- 1996 : ¿Por qué nosotros no? : Nun
- 1996 : Los vuelcos del corazón
- 1996 : Doble indemnización : Paulina
- 1997 : Alta tensión
- 1997 : Reencuentros : Soledad
- 1997 : De noche vienes, Esmeralda : Esmeralda Loyden
- 1997 : Reclusorio : Gloria Castro
- 1999 : Crónica de un desayuno : Luz María
- 2001 : Nadie te oye: Perfume de violetas : Mère de Yessica
- 2002 : Demasiado amor : Tía Greta
- 2004 : El edén : Magda
- 2004 : El misterio de los almendros : Dona Josefina
- 2005 : Momento extraño
- 2005 : Dos auroras
- 2006 : Un mundo maravilloso
- 2007 : La misma luna : Reyna
- 2008 : El garabato
- 2008 : Todos hemos pecado : La Pérfida
- 2010 : El infierno : Doña María Reyes
- 2014 : El crimen del Cácaro Gumaro
- 2014 : La Dictature parfaite
- 2015 : Las horas contigo : Julieta

### Telenovelas
- 1962 : El profesor Valdez
- 1963 : Vivimos en una estrella
- 1965 : Casa de huéspedes
- 1971 : Pequeñeces
- 1972 : El edificio de enfrente : María Luz
- 1973 : Mi rival : Rosenda
- 1973 : Los miserables : Eponina
- 1975 : Ven conmigo : Angélica Gutíerrez
- 1978 : Acompáñame : Martha
- 1978 : No todo lo que brilla es oro
- 1979 : Amor prohibido
- 1979 : Añoranza
- 1981 : Nosotras las mujeres : Ana
- 1989 : Lo blanco y lo negro : Andrea
- 1990 : Cuando llega el amor : Rosa
- 1991 : Muchachitas : Esperanza de Bustamante
- 1994 : Buscando el paraíso : Amalia
- 1996 : La antorcha encendida : Doña Josefa Ortiz de Domínguez
- 1996 : Te sigo amando : Felipa
- 1998 : El amor de mi vida : Sagrario Verti
- 2000 : Ellas, inocentes o culpables : Martha
- 2001 : Lo que callamos las mujeres
- 2002 : La duda : Amelia
- 2003-2004 : Mariana de la noche : Lucrecia Vargas
- 2005-2006 : Alborada : Victoria Mancera et Oviedo vda. de Valdés
- 2008-2009 : Mañana es para siempre : Soledad Cruz de Juárez
- 2009-2010 : Corazón salvaje : Clemencia
- 2014-2015 : Hasta el fin del mundo : Guadalupe Sánchez

### Théâtre
- El chofer y la señora Daisy
- La tarea
- Cada quien su vida
- Manos arriba
- Fiesta de cumpleaños
- Mala semilla
- La caperucita roja